# Germano Proverbio
Germano Proverbio (Parma, 25 maggio 1924 – Torino, 27 marzo 2020) è stato un religioso e latinista italiano.

## Biografia
Prete salesiano, testimoniò in difesa di Giuseppe Gozzini, processato nel 1963 per aver rifiutato, primo cattolico in Italia, di effettuare il servizio militare (la trasgressione all'epoca era considerata ancora reato).
Dopo aver insegnato al ginnasio di Treviglio e al Liceo Classico Salesiano di Milano, nel 1960 ottenne, presso il Pontificio Ateneo Salesiano di Roma, la cattedra di Didattica Generale e in seguito quella di Didattica delle Lingue Classiche.
Nel 1974 divenne docente di Didattica delle Lingue Classiche e successivamente di Glottodidattica all'Università degli Studi di Torino, ateneo dove aveva conseguito la laurea .  La felice combinazione fra esperienza didattica e ricerca accademica indusse Proverbio a introdurre importanti innovazioni nella scuola italiana, divulgando tecniche note e applicate da tempo in altre nazioni europee.  Nell'ambito delle discipline classiche, si adoperò per studiare i testi con  strumenti moderni, abbandonando o svecchiando prassi superate e ormai inefficaci.  Tradusse in italiano il volume  Elementi di sintassi strutturale di Lucien Tesnière (Torino, Rosenberg & Sellier, 2001), diffondendo a livello accademico e scolastico il modello della grammatica valenziale elaborato dallo studioso francese: un modello grammaticale rigoroso, applicato alle lingue moderne come a quelle antiche, molto adatto all'uso del computer nella didattica (e utilizzato anche nella linguistica computazionale). Tale modello suscitò l'attenzione della Commissione Ministeriale Brocca ed è consigliato negli attuali programmi ministeriali. 
Dalle letture base su strutturalismo e formalismo (Jakobson, Propp, Lotman) trasse tecniche di analisi e d'interpretazione delle opere letterarie antiche e moderne, con particolare sensibilità al testo poetico.
L'attenzione agli studenti, maturata attraverso l'esperienza concreta della scuola e frutto degli studi di pedagogia e didattica, spinsero Proverbio a una serrata critica della didattica tradizionale e alla ricerca di metodi che portassero i giovani all'autonomia, stimolandone la curiosità e l'amore per il sapere. Grande fu il suo impegno nel cercare di creare un "ponte" fra il mondo accademico e quello scolastico; innumerevoli  i corsi, i convegni, le attività di studio e le pubblicazioni che stimolarono il dialogo e la collaborazione fra scuola e università. Negli anni torinesi, assai vivace e fertile di iniziative fu il Seminario di Lingue Classiche e Glottodidattica (basato su ricerche, sperimentazioni, testi e materiali scolastici) aperto a laureandi, insegnanti della scuola e docenti universitari. 
Oltre a studi e manuali scolastici, pubblicò editoriali di commento all'attualità, poesie e alcuni testi teatrali come Questi nostri giovani, una sorta di processo-dibattito sul conflitto fra le generazioni.
Accanto alla grande e profonda cultura, lo fecero apprezzare e amare la mitezza, la sensibilità al bello e alla poesia, un'attitudine affettuosa verso gli altri, di cui egli intuiva potenzialità e limiti, senza mai giudicare, ma sempre comprendendo, con un sorriso e con garbata ironia.
Proverbio morì a 95 anni nel 2020, a Torino.

## Principali pubblicazioni
- Problemi della scuola e della didattica, Torino, Elledici, 1972
- Studi sullo strutturalismo, Torino, SEI, 1976
- Scuola, democrazia e cultura, Torino, Elledici, 1977
- La sfida linguistica. Lingue classiche e modelli grammaticali, Torino, Rosenberg & Sellier, 1979
- Lingue classiche alla prova. Note storiche e teoriche per una didattica, Bologna, Pitagora, 1981
- Progetto scuola, Torino, SEI, 1984
- Lezioni di glottodidattica, Torino, Giappichelli, 1984
- Note sulla grammatica della dipendenza, Torino, G. Giappichelli, 1986
- La didattica del latino: prospettive, modelli ed indicazioni metodologiche per lo studio e l'insegnamento della lingua e della cultura latina, Foggia,  Atlantica, 1987
- Insegnare letteratura. Analisi di testi latini e greci, Torino, Sei, 1990
- Dum docent discunt. Per una didattica delle lingue classiche, Bologna, Pàtron, 2000